# 花果山 (廣州)
花果山，指位于中国广东省广州市越秀区流花街道环市中路，大北小北之间的一处山丘。毗邻广州火车站、南方航空售票中心、广州雕塑公园、越秀公园、兰圃、麓湖公园。

## 規劃建設

### 棄置地與「斷橋」
花果山有一爛尾地塊與附屬物，因有著不同一般的背景而廣為當地人知。該地塊是由菲律賓前總統的夫人伊美黛，相信在1980年代前後取得的，當時其計劃在此興建五星級酒店「半山酒店」。而地塊在開山劈嶺平整後，酒店最後並未建起；當年（據報是1989到1990年）政府就專門興建一座連接環市中路和花果山的高架橋，為該項目配套，不屬於一般市政路橋的範圍。最後項目棄置而爛尾，而建成的「馬科斯橋」就成為「斷頭橋」，超過20年持續這種無人過問的狀態。2016年廣州市建委官員在回應這個時講，有做新盛街拓寬和馬科斯橋連接的新項目，有關方面對此在做前期研究。
2019年以來當局著手興建連通白云山、麓湖、越秀山的超長遊覽步道，原橋因本次工程，成為廣州雲道的一部分，被稱為“馬科斯天橋”（或花果山橋）。新工程是主要續建行人橋部分連接向花果山的鋼結構梯道橋，而行車橋部分維持“斷橋”狀態。

### 文宣項目
在2018年4月尾，越秀區國土資源和規劃局於市政府採購網發出公告，就花果山片區概念性規劃尋求第三方的規劃服務。按照政府規劃，計劃在此片區打造“互聯網傳媒小鎮”，這個概念在2017年的廣州市政府工作報告中已有提出。
2019年尾，廣州廣播電視臺與廣州城設集團開始進行一期發展項目，定位做粵港澳大灣區影視文化中心，作為政府推進的「老城市，新活力」的樣板工程。

## 建築設施
- 广州广播电视台旧址
- 广州市射击俱乐部
- 广州大学桂花岗校区

## 鄰近道路
- 环市路